# Дойл, Артур Конан
Сэр А́ртур Игне́йшус Ко́нан Дойл (Дойль; англ. Sir Arthur Ignatius Conan Doyle; 22 мая 1859[…], Эдинбург, Великобритания — 7 июля 1930[…], Уиндлшем, Кроуборо) — английский писатель (по образованию врач) ирландского происхождения, автор многочисленных приключенческих, исторических, публицистических, фантастических и юмористических произведений.
Создатель классических персонажей детективной, научно-фантастической и историко-приключенческой литературы: гениального сыщика Шерлока Холмса, эксцентричного профессора Челленджера, бравого кавалерийского офицера Жерара, благородного рыцаря сэра Найджела. Со второй половины 1910-х годов и до конца жизни — активный сторонник и пропагандист идей спиритуализма.

## Биография

### Детство и юность
Артур Конан Дойл родился в Эдинбурге 22 мая 1859 года в семье ирландских католиков, известной своими достижениями в искусстве и литературе. Имя Конан ему дали в честь дяди матери, художника и литератора Майкла Эдварда Конана (англ. Michael Edward Conan). Отец — Чарльз Олтемонт Дойл (1832—1893), архитектор и художник, 31 июля 1855 года в возрасте 23 лет женился на 17-летней Мэри Джозефин Элизабет Фоули (1837—1920), страстно любившей книги и обладавшей большим талантом рассказчицы. От неё Артур унаследовал свой интерес к рыцарским традициям, подвигам и приключениям. «Настоящая любовь к литературе, склонность к сочинительству идёт у меня, я считаю, от матери», — писал Конан Дойл в автобиографии. — «Яркие образы историй, которые рассказывала она мне в раннем детстве, полностью заменили в моей памяти воспоминания о конкретных событиях в моей жизни тех лет».
Семья будущего писателя испытывала серьёзные финансовые трудности — исключительно из-за странностей в поведении отца, который не только страдал алкоголизмом, но и обладал крайне неуравновешенной психикой. Школьная жизнь Артура прошла в подготовительной школе Годдера. Когда мальчику исполнилось девять лет, богатые родственники предложили оплачивать его обучение и направили на следующие семь лет в иезуитский закрытый колледж Стонихерст (графство Ланкашир), откуда будущий писатель вынес ненависть к религиозным и классовым предрассудкам, а также к физическому наказанию. Немногочисленные счастливые моменты тех лет для него были связаны с письмами к матери: привычку подробно описывать ей текущие события он сохранил на всю дальнейшую жизнь. Всего сохранилось около полутора тысяч писем Артура Конан Дойла к матери:6. Кроме того, в интернате Дойл с удовольствием занимался спортом, в основном крикетом, а также открыл в себе талант рассказчика, собирая вокруг себя сверстников, которые часами слушали на ходу придумывавшиеся истории.
Утверждают, что во время обучения в колледже у Артура самым нелюбимым предметом была математика, причём ему изрядно доставалось от соучеников — братьев Мориарти. Позднее воспоминания Конан Дойла о школьных годах привели к появлению в рассказе «Последнее дело Холмса» образа «гения преступного мира» — профессора математики Мориарти.
В 1876 году Артур окончил колледж и вернулся домой: первым делом ему пришлось переписать на своё имя бумаги отца, который к тому времени почти совершенно лишился рассудка. О драматических обстоятельствах заключения Дойла-старшего в психиатрическую лечебницу писатель впоследствии поведал в рассказе «Хирург с Гастеровских болот» (англ. The Surgeon of Gaster Fell, 1880). Занятиям искусством (к которым предрасполагала его семейная традиция) Дойл предпочёл карьеру медика: в 1881 году — во многом под влиянием Брайана Ч. Уоллера, молодого врача, которому мать сдавала комнату в доме. Дойл стал практикантом и в том же году окончил медицинский факультет Эдинбургского университета. Следующие 5 лет Дойл работал уже в частной клинике, изучал психологию, его кумирами были Юнг, Ницше и Фрейд. Доктор Уоллер получил образование в Эдинбургском университете: туда и направился Артур Дойл для получения дальнейшего образования. В числе будущих писателей, с которыми он здесь познакомился, были Джеймс Барри и Роберт Льюис Стивенсон.
26 января 1887 года был посвящён в масонскую ложу «Феникс» № 257 в Саутси. Он вышел из ложи в 1889 году, вернулся в неё в 1902 году и снова вышел из ложи в 1911 году.

### Начало литературной карьеры
Будучи студентом-третьекурсником, Дойл решился попробовать свои силы на литературном поприще. Его первый рассказ «Тайна долины Сэсасса» (англ. The Mystery of Sasassa Valley), созданный под влиянием Эдгара Аллана По и Брета Гарта (его любимых на тот момент авторов), был опубликован университетским Chamber’s Journal, где появились первые работы Томаса Харди. В том же году второй рассказ Дойла «Американская история» (англ. The American Tale) появился в журнале London Society.
С февраля по сентябрь 1880 года Дойл в качестве корабельного врача семь месяцев провёл в арктических водах на борту китобойного судна «Хоуп» (англ. Hope — «Надежда»), получив за работу в общей сложности 50 фунтов. «Я взошёл на борт этого корабля большим неуклюжим юношей, а сошёл по трапу сильным взрослым мужчиной», — писал он позже в автобиографии. Впечатления от арктического путешествия легли в основу рассказа «Капитан „Полярной звезды“» (англ. Captain of the Pole-Star). Два года спустя он проделал аналогичный вояж к Западному побережью Африки на борту парохода «Маюмба» (англ. Mayumba), курсировавшего между Ливерпулем и западным побережьем Африки.
Получив в 1881 году университетский диплом и степень бакалавра медицины, Конан Дойл занялся врачебной практикой, сначала совместной (с крайне недобросовестным партнёром — этот опыт был описан в «Записках Старка Мунро»), затем индивидуальной, в Портсмуте. Наконец, в 1881 году Дойл решил сделать литературу своей основной профессией. В январе 1884 года журнал Cornhill опубликовал рассказ «Сообщение Хебекука Джефсона». В те же дни он познакомился с будущей женой Мэри Луизой «Туей» Хокинс; свадьба состоялась 6 августа 1885 года. Луиза болела туберкулёзом, и пара переехала в дом Андершоу по рекомендации врачей.
В 1884 году Артур Конан Дойл начал работу над социально-бытовым романом с криминально-детективным сюжетом «Торговый дом Гердлстон» о циничных и жестоких негоциантах-стяжателях. Роман, написанный под очевидным влиянием Диккенса, был опубликован в 1890 году.
В марте 1886 года Артур Конан Дойл начал — и уже в апреле в основном завершил — работу над повестью «Этюд в багровых тонах», первоначально носившей название «Запутанный клубок» (англ. A Tangled Skein); двух главных героев в черновом варианте повести звали Шеридан Хоуп и Ормонд Сэкер. Издательство «Уорд, Локк и Ко.» купило права на «Этюд» за 25 фунтов стерлингов и напечатало его в рождественском ежегоднике Beeton’s Christmas Annual за 1887 год, предложив отцу писателя Чарльзу Дойлу проиллюстрировать повесть.
В 1889 году вышло третье и, возможно, самое необычное крупное художественное произведение Дойла — роман «Тайна Клумбера» (англ. The Mystery of Cloomber). История «посмертной жизни» трёх мстительных буддийских монахов — первое литературное свидетельство интереса автора к паранормальным явлениям — впоследствии сделала его убеждённым последователем спиритуализма.
В начале 1891 года, проходя в Венском университете практику по офтальмологии, Конан Дойл получил от редакции журнала «Ответы» заказ на написание фантастической повести. Появившееся в результате «Открытие Рафлза Хоу» принесло ему скромный гонорар в 150 фунтов стерлингов и позже было названо автором «не самой значительной вещью» из когда-либо им написанных. Непритязательная, на первый взгляд, история грехопадения авантюриста-алхимика получила противоречивые оценки со стороны критиков, но однозначно вошла в фонд классики приключенческой литературы для юношества.

### Исторический цикл

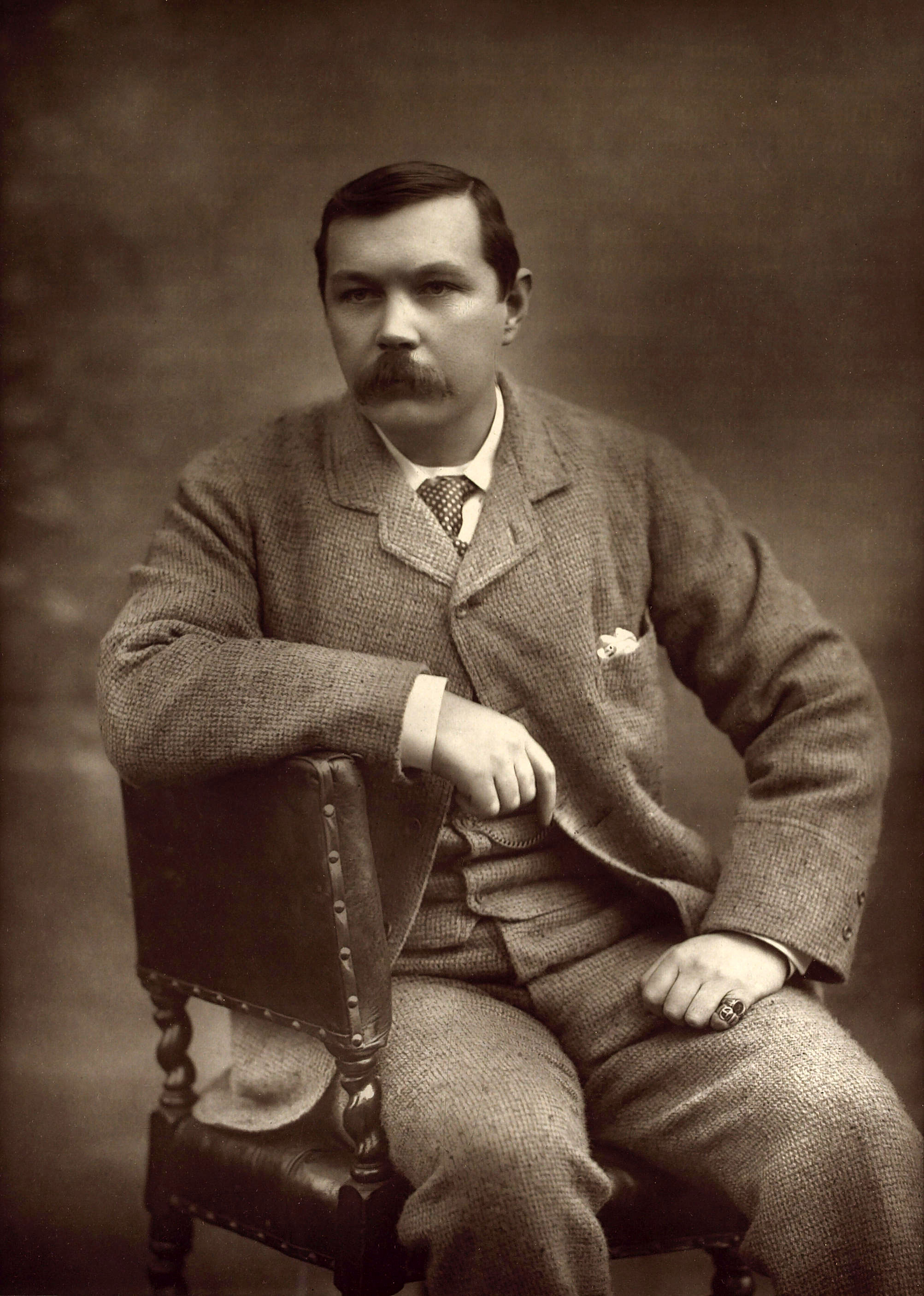
Артур Конан Дойл. 1893

Первым историческим произведением Конан Дойла стал роман «Приключения Михея Кларка», повествовавший о восстании Монмута — его созданию, завершённому в начале 1888 года, предшествовала длительная работа писателя с историческими источниками. Рукопись была скептически воспринята многими издательствами, однако после публикации в феврале 1889 года роман оказался бестселлером, был благожелательно принят как публикой, так и критикой. Начиная с этого момента в творческой жизни Конан Дойла возник конфликт: с одной стороны, публика и издатели требовали новых произведений о Шерлоке Холмсе; с другой — сам писатель всё более стремился получить признание как автор серьёзных, прежде всего, исторических романов, а также пьес и стихов.
Успех «Михея Кларка» подвиг писателя к созданию последующих историко-приключенческих произведений: в 1891 году свет увидел роман «Белый отряд». В нём автор обратился к критическому этапу в истории феодальной Англии, взяв за основу реальный исторический эпизод 1366 года, когда в Столетней войне наступило затишье и стали возникать «белые отряды» добровольцев и наёмников. Продолжая войну на территории Франции, они при этом сыграли решающую роль в борьбе претендентов за испанский престол. Конан Дойл использовал этот эпизод для своей художественной цели: он воскресил быт и нравы того времени, а главное, представил в героическом ореоле рыцарство, к тому времени уже находившееся в упадке. «Белый отряд» печатался в журнале Cornhill (издатель которого Джеймс Пенн объявил его «лучшим историческим романом после „Айвенго“»), а отдельной книгой вышел в 1891 году. Конан Дойл всегда говорил, что считает его одним из своих лучших произведений.
В 1892 году последовал историко-приключенческий роман «Изгнанники», в основу сюжета которого легли судьбы французских гугенотов, эмигрировавших после отмены Нантского эдикта (1687) в Канаду и события начавшейся там вскоре колониальной Войны короля Вильгельма (1689—1697).
С некоторым допущением к разряду исторических можно отнести и роман «Родни Стоун» (1896): действие здесь происходит в начале XIX века, упоминаются Наполеон и Нельсон, драматург Шеридан. Первоначально это произведение задумывалось как пьеса с рабочим названием «Дом Темперлей» и писалось под известного в то время британского актёра Генри Ирвинга. В ходе работы над романом писатель проштудировал массу научной и исторической литературы («История флота», «История бокса» и т. д.).
Наполеоновским войнам, от Трафальгара до Ватерлоо, Конан Дойл посвятил «Подвиги» и «Приключения» бригадира Жерара. Рождение этого персонажа относится, по-видимому, к 1892 году, когда Джордж Мередит вручил Конан Дойлу трёхтомные «Мемуары» Марбо: последний и стал прототипом Жерара. Первый рассказ новой серии, «Медаль бригадира Жерара», писатель впервые прочёл со сцены в 1894 году во время поездки по Соединённым Штатам. В декабре того же года рассказ напечатал Strand Magazine, после чего работу над продолжением автор продолжил в Давосе. С апреля по сентябрь 1895 года «Подвиги бригадира Жерара» печатались в Strand. Здесь же вышли впервые и «Приключения» (август 1902 — май 1903 года). При том, что сюжеты рассказов о Жераре фантастичны, историческая эпоха выписана с большой достоверностью. «Дух и ход этих рассказов замечательны, точность в соблюдении имён и названий сама по себе демонстрирует масштабы затраченного вами труда. Немногие смогли бы отыскать тут какие-либо ошибки. А я, обладая особым нюхом на всякие промахи, так и не нашёл ничего за ничтожными исключениями», — писал Дойлу известный британский историк Арчибальд Форбс.
В 1892 году был закончен историко-приключенческий роман «Изгнанники», посвящённый судьбам французских гугенотов, эмигрировавших после отмены в 1685 году Нантского эдикта в Канаду и событиям начавшейся там вскоре колониальной Войны короля Вильгельма (1689—1697), а также историческая пьеса «Ватерлоо», главную роль в которой сыграл известный в те годы актёр Генри Ирвинг (который приобрёл у автора все права). В том же году Конан Дойл опубликовал повесть «Пациент доктора Флетчера», которую ряд поздних исследователей рассматривает как один из первых экспериментов автора с детективным жанром. Исторической это повесть может считаться лишь условно — среди второстепенных персонажей в ней присутствуют Бенджамин Дизраэли и его жена.

### Шерлок Холмс

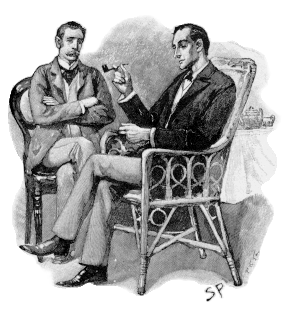
Доктор Ватсон и Шерлок Холмс. Рисунок Сидни Пэджета

«Скандал в Богемии», первый рассказ из серии «Приключения Шерлока Холмса», был напечатан в журнале Strand в 1891 году. Прототипом главного героя, ставшего вскоре легендарным сыщиком-консультантом, часто считается Джозеф Белл, профессор Эдинбургского университета, славившийся способностью по мельчайшим деталям угадывать характер и прошлое человека. Однако по свидетельству Адриана Конан Дойла, сына писателя, Артур Конан Дойл один раз сказал: «Если и был Холмс, так это я сам»:3. В течение двух лет Дойл создавал рассказ за рассказом, и, в конце концов, начал тяготиться собственным персонажем. Его попытка «покончить» с Холмсом в схватке с профессором Мориарти («Последнее дело Холмса», 1893 год) оказалась неудачной: полюбившегося читающей публике героя пришлось «воскресить». Холмсовская эпопея увенчалась романом «Собака Баскервилей» (1900), который относят к классике детективного жанра.
Похождениям Шерлока Холмса посвящены четыре романа: «Этюд в багровых тонах» (1887), «Знак четырёх» (1890), «Собака Баскервилей», «Долина ужаса» — и пять сборников рассказов, самые известные из которых — «Приключения Шерлока Холмса» (1892), «Записки о Шерлоке Холмсе» (1894) и «Возвращение Шерлока Холмса» (1905). Современники писателя были склонны преуменьшать величие Холмса, усматривая в нём своего рода гибрид Дюпена (Эдгара Аллана По), Лекока (Эмиля Габорио) и Каффа (Уилки Коллинза). В ретроспективе стало ясно, насколько Холмс отличается от предшественников: сочетание необычных качеств подняло его над временем, сделало актуальным во все времена. Необычайная популярность Шерлока Холмса и его верного спутника и биографа доктора Ватсона (Уотсона) постепенно переросла в отрасль новой мифологии, центром которой по сей день остаётся квартира в Лондоне на Бейкер-стрит, 221B.
На момент написания «Собаки Баскервилей» в 1900 году Артур Конан Дойл был самым оплачиваемым в мировой литературе автором.

### 1900—1910

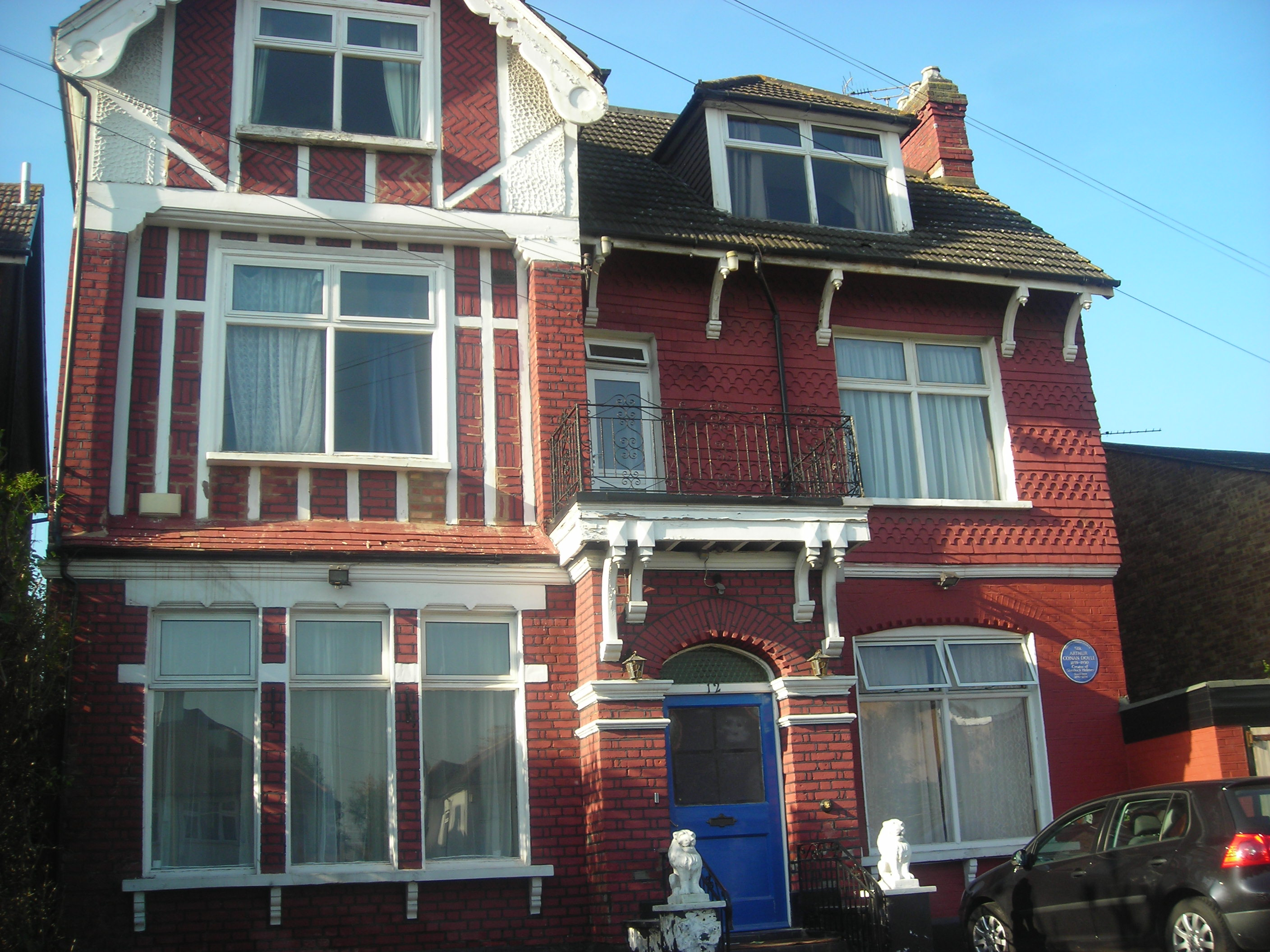
Дом Конан Дойла в Южном Норвуде (Лондон)

В 1900 году Артур Конан Дойл вернулся к медицинской практике: в качестве хирурга военно-полевого госпиталя он отправился на англо-бурскую войну. Выпущенная им в 1902 году книга «Англо-бурская война» встретила горячее одобрение консервативных кругов, сблизила писателя с правительственными сферами, после чего за ним утвердилось несколько ироническое прозвище «Патриот», которым сам он, впрочем, гордился. В начале века писатель получил дворянское и рыцарское звание и дважды в Эдинбурге принимал участие в местных выборах (оба раза он терпел поражение).
4 июля 1906 года Луиза, родившая от Артура двоих детей, скончалась от туберкулёза. В 1907 году он женился на Джин Лекки, в которую был тайно влюблён с момента знакомства в 1897 году.
По окончании пост-военных дебатов Конан Дойл развернул широкую публицистическую и (как бы сейчас сказали) правозащитную деятельность. Его внимание привлекло так называемое «дело Эдалджи», в центре которого оказался молодой парс, которого осудили по сфабрикованному обвинению (в причинении увечий лошадям). Конан Дойл, взяв на себя «роль» сыщика-консультанта, досконально разобрался в тонкостях дела и — всего лишь продолжительной серией публикаций в лондонской газете «Дэйли телеграф» (но с привлечением экспертов-криминалистов) доказал невиновность своего подопечного. Начиная с июня 1907 года в Палате общин стали проходить слушания по делу Эдалджи, в ходе которых обнажилось несовершенство юридической системы, лишённой такого важного инструмента, как апелляционный суд. Последний был создан в Британии — во многом благодаря активности Конан Дойла.
В 1909 году в сферу общественных и политических интересов Конан Дойла вновь попали события в Африке. На этот раз он выступил с разоблачением жестокой колониальной политики Бельгии в Конго и подверг критике британскую позицию в этом вопросе. Письма Конан Дойла в The Times на эту тему произвели эффект разорвавшейся бомбы. Книга «Преступления в Конго» (1909) имела столь же мощный резонанс: многие политики именно благодаря ей вынуждены были заинтересоваться проблемой. Конан Дойла поддержали Джозеф Конрад и Марк Твен. Но недавний единомышленник Редьярд Киплинг встретил книгу сдержанно, заметив, что она, критикуя Бельгию, косвенно подрывает и британские позиции в колониях. В 1909 году Конан Дойл также занялся защитой еврея Оскара Слейтера, несправедливо осуждённого за убийство, и добился его освобождения, хоть и спустя 18 лет.

#### Отношения с собратьями по перу
В литературе для Артура Конан Дойла было несколько несомненных авторитетов: в первую очередь — Вальтер Скотт, на книгах которого он вырос, а также Джордж Мередит, Майн Рид, Роберт Баллантайн и Роберт Льюис Стивенсон. Встреча с уже престарелым Мередитом в Бокс-Хилле произвела на начинающего писателя гнетущее впечатление: он отметил для себя, что мэтр пренебрежительно отзывается о современниках и в восторге от себя самого. Со Стивенсоном Конан Дойл лишь переписывался, но смерть его воспринял тяжело, как личную утрату. Артур Конан Дойл был сильно впечатлён стилем повествования, историческими описаниями и портретами в «Этюдах» Т. Б. Маколея:7.
В начале 1890-х годов у Конан Дойла установились приятельские отношения с руководителями и сотрудниками журнала The Idler: Джеромом К. Джеромом, Робертом Барром и Джеймсом М. Барри. Последний, пробудив в писателе страсть к театру, привлёк его к (не слишком плодотворному в конечном итоге) сотрудничеству на драматургическом поприще.
В 1893 году сестра Дойла Констанция вышла замуж за Эрнста Уильяма Хорнунга. Сделавшись родственниками, писатели поддерживали приятельские отношения, хоть и не всегда сходились во взглядах. Главный герой Хорнунга, «благородный взломщик» Раффлз, очень напоминал пародию на «благородного сыщика» Холмса.
А. Конан Дойл высоко оценивал и произведения Киплинга, в котором, кроме того, видел политического союзника (оба были горячими патриотами). В 1895 году он поддержал Киплинга в спорах с американскими оппонентами и был приглашён в Вермонт, где тот жил с женой-американкой. Позже, после критических публикаций Дойла о политике Англии в Африке, отношения между двумя писателями стали прохладнее.
Натянутыми были отношения Дойла с Бернардом Шоу, который однажды отозвался о Шерлоке Холмсе как о «наркомане, не имеющем ни единого приятного качества». Есть основания считать, что выпады первого в адрес малоизвестного сейчас автора Холла Кейна, злоупотреблявшего саморекламой, ирландский драматург принял на свой счёт. В 1912 году Конан Дойл и Шоу вступили в публичную полемику на страницах газет: первый защищал команду «Титаника», второй порицал поведение офицеров затонувшего лайнера.
Конан Дойл был знаком с Гербертом Уэллсом и внешне поддерживал с ним хорошие отношения, однако внутренне считал его антиподом. Обострялся конфликт тем фактом, что если Уэллс входил в элиту «серьёзной» британской литературы, то Конан Дойла считали пусть и талантливым, но — производителем развлекательного чтения для подростков, с чем сам он был категорически не согласен. Конфронтация приобрела открытые формы в публичной дискуссии на страницах Daily Mail. В ответ на большую статью Уэллса по поводу рабочих волнений 20 июня 1912 года Конан Дойл выступил с аргументированным выпадом («Волнения рабочих. Ответ мистеру Уэллсу»), показав губительность любой революционной деятельности для Британии:

Господин Уэллс производит впечатление человека, который во время прогулки по саду может заявить: «Мне не нравится это фруктовое дерево. Плодоносит не лучшим образом, не блещет совершенством форм. Давайте-ка его срубим и попробуем вырастить на этом месте другое дерево, получше». Того ли ждёт британский народ от своего гения? Куда естественнее было бы услышать от него: «Мне не нравится это дерево. Давайте попробуем улучшить его жизнеспособность, не нанеся повреждений стволу. Может быть, удастся заставить его расти и плодоносить так, как нам того бы хотелось. Но не будем уничтожать его, ведь тогда все прошлые труды пропадут даром, и неизвестно ещё, что мы получим в будущем».— Артур Конан Дойл, 1912
Конан Дойл в своей статье призвал народ выразить свой протест демократическим путём, в ходе выборов, замечая, что трудности испытывает не только пролетариат, но и интеллигенция со средним классом, к которым Уэллс не испытывает симпатии. Соглашаясь с Уэллсом в вопросах необходимости земельной реформы (и поддерживая даже создание ферм на местах заброшенных парков), Дойл отвергает его ненависть к правящему классу и заключает: «Наш рабочий знает: он, как и любой другой гражданин, живёт в соответствии с определёнными общественными законами, и не в его интересах подрывать благосостояние своего государства, подпиливая ветвь, на которой он сам сидит».

### 1910—1913

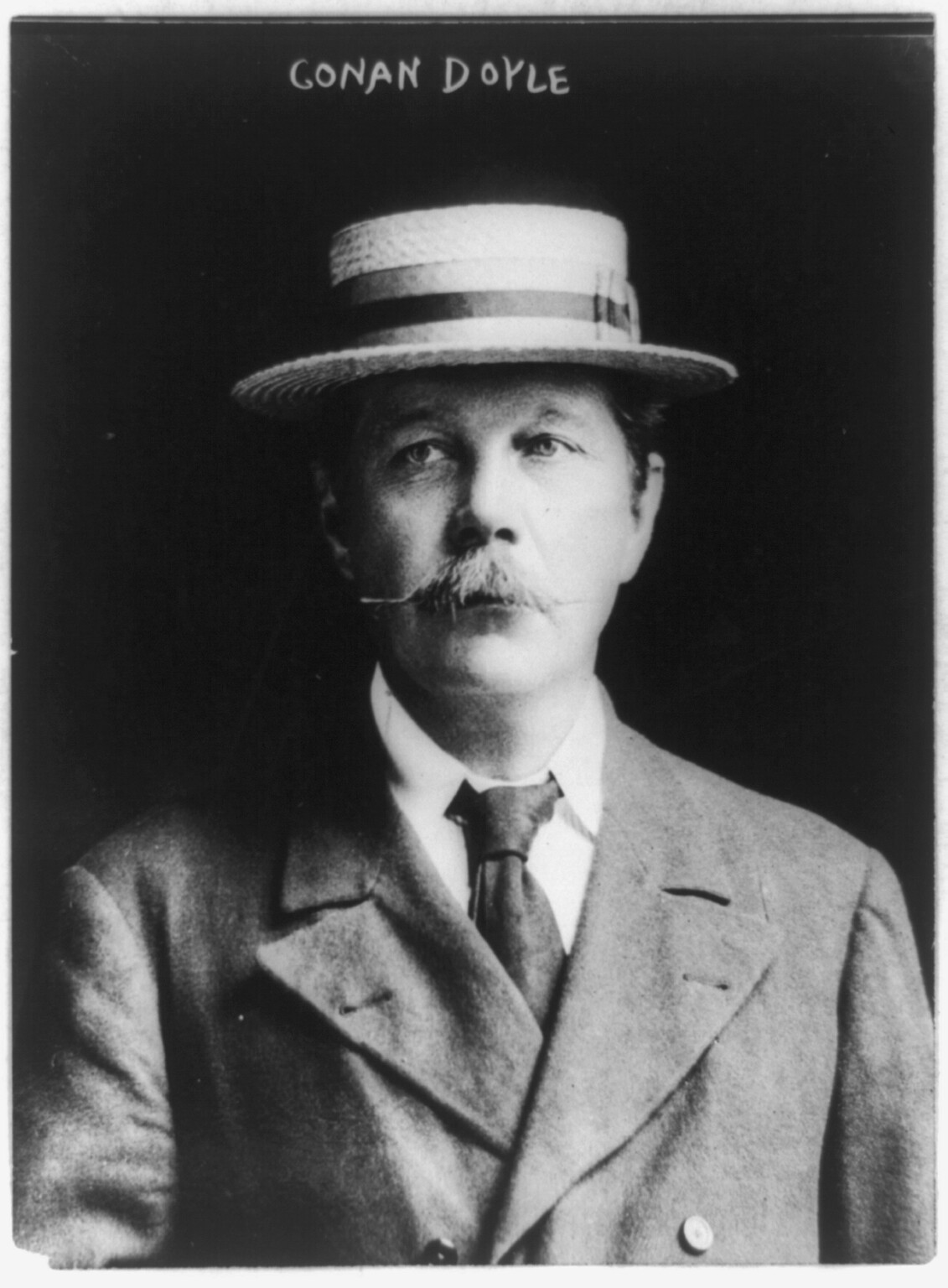
Артур Конан Дойл. 1913

В 1912 году Конан Дойл опубликовал научно-фантастический роман «Затерянный мир» (впоследствии не раз экранизировавшийся), за которым последовала повесть «Отравленный пояс» (1913). Главным героем обоих произведений стал профессор Челленджер, учёный-фанатик, наделённый гротескными качествами, но при этом по-своему человечный и обаятельный. Тогда же появилась и последняя детективная повесть «Долина ужаса». Это произведение, которое многие критики склонны недооценивать, биограф Дойла Дж. Д. Карр считает одним из его сильнейших.
«Затерянный мир», хоть и имел шумный успех, не был воспринят современниками как серьёзное научно-фантастическое произведение, несмотря на то, что автор описал реальное место: горы Рикардо Франко-Хиллс, расположенные на границе Боливии и Бразилии. Визит сюда совершила экспедиция полковника Фоссетта: после встречи с ним у Конан Дойла и родился замысел повести. История, рассказанная в повести «Отравленный пояс», показалась всем ещё менее «научной». В основе её — известная гипотеза о том, что универсальной космической средой является эфир, пронизывающий пространство. Гипотеза, к тому времени уже развенчанная Эйнштейном в рамках теории относительности (1905), тем не менее и впоследствии использовалась в научной фантастике (например, в «Космических течениях» А. Азимова).
Основными темами публицистики Конан Дойла в 1911—1913 годы были неудача Британии на Олимпийских играх 1912 года, гонки принца Генриха в Германии, строительство спортивных сооружений и подготовка к Олимпийским играм 1916 года в Берлине (так и не состоявшимся). Кроме того, чувствуя приближение войны, Конан Дойл в своих газетных выступлениях призывал возродить поселения йоменов, которые могли бы стать основной силой новых мотоциклетных войск (Daily Express, 1910: «Йомены будущего»). Занимала его также проблема срочной переподготовки британской кавалерии. В 1911—1913 годах писатель активно высказывался в пользу введения гомруля в Ирландии, в ходе дискуссии не раз формулируя своё «империалистическое» кредо.

### 1914—1918
Начало Первой мировой войны полностью перевернуло жизнь Конан Дойла. Сначала он записался добровольцем на фронт, будучи уверенным, что его миссия состоит в том, чтобы подавать личный пример героизма и служения родине. После того как это предложение было отклонено, он посвятил себя публицистической деятельности.
Начиная с 8 августа 1914 года в лондонской The Times появляются письма Дойла на военную тему. Первым делом он предложил создать массовый боевой резерв и отряды гражданского населения, которые будут нести «службу по охране железнодорожных станций и жизненно важных объектов, помогать в возведении фортификаций и выполнять многие другие боевые задачи». У себя в Кроуборо (графство Суссекс) Дойл собственноручно занялся организацией подобных отрядов и в первый же день поставил под ружьё 200 человек. Затем он расширил сферу своей практической деятельности до Истборна, Ротерфорда, Бакстеда. Писатель вошёл в контакт с Ассоциацией по подготовке добровольческих подразделений (председатель — лорд Денсборо), пообещав создать гигантскую объединённую армию численностью в полмиллиона волонтёров. В числе предложенных им новшеств были установление на борту кораблей противоминных трезубцев (The Times, 8 сентября 1914), создание индивидуальных спасательных поясов для матросов (Daily Mail, 29 сентября 1914), использование индивидуальных бронированных защитных средств (The Times, 27 июля 1915). В серии статей «Германская политика: ставка на убийство», помещённых в Daily Chronicle, Дойл с присущей ему страстностью и силой убеждения обрисовал злодеяния германской армии в воздухе, на море и на оккупированных территориях Франции и Бельгии. Отвечая американскому оппоненту (некоему м-ру Беннету), Дойл писал в The New York Times от 6 февраля 1915 года: «Да, наши лётчики бомбили Дюссельдорф (равно как и Фридрихсхафен), но каждый раз атаковали заранее намеченные стратегические цели (авиационные ангары), коим нанесли, как было признано, весомый урон. Даже враг в своих сводках не попытался обвинить нас в неразборчивом бомбометании. Между тем, приняв на вооружение германскую тактику, мы бы легко забросали бомбами многолюдные улицы Кёльна и Франкфурта, также открытые для ударов с воздуха».
Ещё более ожесточается Дойл, когда ему становится известно о пытках, которым английские военнопленные подвергались в Германии.

…Трудно выработать линию поведения в отношении краснокожих индейцев европейского происхождения, которые подвергают пыткам военнопленных. Ясно, что сами мы не можем подобным же образом истязать немцев, находящихся в нашем распоряжении. С другой стороны, бессмысленны и призывы к добросердечию, ибо средний немец имеет то же понятие о благородстве, что корова — о математике… Он искренне неспособен понять, например, что заставляет нас с теплотой отзываться о фон Мюллере из Веддингена и других наших врагах, пытающихся хотя бы в какой-то мере сохранить человеческое лицо…— Артур Конан Дойл, The Times, 13 апреля 1915
Вскоре Дойл призывает к организации с территории восточной Франции «рейдов возмездия» и вступает в дискуссию с епископом Винчестерским (суть позиции которого состоит в том, что «осуждению подлежит не грешник, но грех его»): «Пусть грех ляжет на тех, кто вынуждает нас согрешить. Если мы будем вести эту войну, руководствуясь Христовыми заповедями, толку не будет. Подставь мы, следуя известной рекомендации, вырванной из контекста, „вторую щёку“, империя Гогенцоллернов уже распростёрлась бы по Европе, и вместо Христова учения здесь проповедовали бы ницшеанство», — писал он в The Times 31 декабря 1917 года.
В 1916 году Конан Дойл проехал по боевым позициям британских войск и посетил армии союзников. Результатом поездки явилась книга «На трёх фронтах» (1916). Понимая, что официальные сводки значительно приукрашивают реальное положение дел, он, тем не менее, воздерживался от всякой критики, считая своим долгом поддерживать боевой дух солдат. В 1916 году начала выходить его работа «История действий английских войск во Франции и Фландрии». К 1920 году были изданы все 6 её томов.
Брат и два племянника Дойла ушли на фронт и там погибли. 28 октября 1918 года от пневмонии умер старший сын Конан Дойла Кингсли . Это явилось сильнейшим потрясением для писателя и наложило тяжёлую печать на всю его дальнейшую литературную, публицистическую и общественную деятельность.

### 1918—1930
На исходе войны, как принято считать, под воздействием потрясений, связанных с гибелью близких людей, Конан Дойл стал активным проповедником спиритуализма, которым интересовался ещё с 1880-х годов. В числе книг, сформировавших его новое мировоззрение, была «Человеческая личность и её дальнейшая жизнь после телесной смерти» Ф. У. Г. Майерса. Основными работами Конан Дойла на эту тему считаются «Новое откровение» (1918), где он рассказал об истории эволюции своих взглядов на вопрос о посмертном существовании личности, и роман «Страна туманов» (The Land of Mist, 1926). Итогом его многолетних исследований «психического» феномена явился фундаментальный труд «История спиритуализма» (The History of Spiritualism, 1926).
Конан Дойл опровергал утверждения о том, что интерес к спиритуализму у него возник лишь на исходе войны:

Многие люди не сталкивались со Спиритизмом и даже ничего не слышали о нём до 1914 года, когда во многие дома постучался ангел смерти. Противники Спиритизма полагают, что именно потрясшие наш мир социальные катаклизмы вызвали такой повышенный интерес к психическим исследованиям. Эти беспринципные оппоненты заявили, что отстаивание автором позиций Спиритизма и защита Учения его другом сэром Оливером Лоджем объясняются тем, что оба они потеряли сыновей, погибших на войне 1914 года. Из этого следовал вывод: горе помрачило их рассудок, и они поверили в то, во что никогда бы не поверили в мирное время. Автор много раз опровергал эту беспардонную ложь и подчёркивал тот факт, что его исследования начались в 1886 году, задолго до начала войны.— Артур Конан Дойл, 1926
К числу наиболее спорных работ Конан Дойла начала 1920-х годов относится книга «Явление фей» (The Coming of the Fairies, 1921), в которой он попытался доказать подлинность фотографий «фей из Коттингли» и выдвинул собственные теории относительно природы этого феномена. Кроме того, в 1923 году писатель высказался в пользу существования «проклятия фараонов». Увлечение мистикой определённым образом нашло отражение в сборниках рассказов «Ужасные истории» (Tales of Terror, 1922) и «Истории, рассказанные у камина» (Round the Fire Stories, 1930).
В 1924 году вышла автобиографическая книга Конан Дойла «Воспоминания и приключения». Последним крупным произведением писателя стал научно-фантастический роман «Маракотова бездна» (1929).

### Последние годы

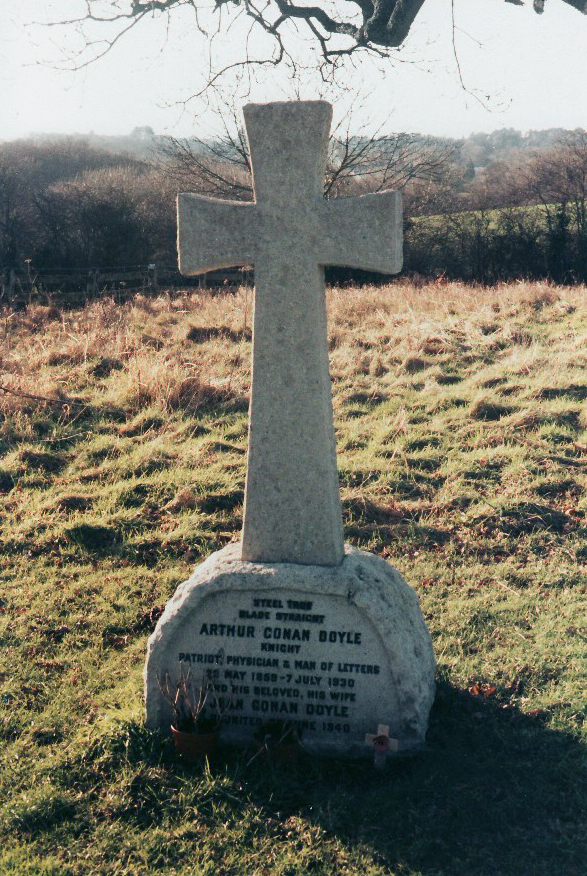
Могила Артура Конан Дойла в Минстеде

Всю вторую половину 1920-х годов писатель провёл в путешествиях, побывав на всех континентах, не прекращая активной публицистической деятельности. Заехав в Англию лишь ненадолго в 1929 году, чтобы отпраздновать 70-летний юбилей, Дойл отправился в Скандинавию всё с той же целью — проповедовать «…возрождение религии и того непосредственного, практического спиритизма, который есть единственное противоядие от научного материализма». Эта последняя поездка подорвала его здоровье: весну следующего года он провёл в постели в окружении близких.
В какой-то момент наступило улучшение: писатель немедленно отправился в Лондон, чтобы в беседе с министром внутренних дел потребовать отмены законов, преследовавших медиумов. Это усилие оказалось последним: ранним утром 7 июля 1930 года в своём доме в Кроуборо (Суссекс) Конан Дойл умер от сердечного приступа. Он был похоронен неподалёку от своего садового домика. На надгробной плите по просьбе вдовы выгравирован рыцарский девиз: Steel True, Blade Straight («Верен как сталь, прям как клинок»). Позже перезахоронен вместе с женой в Минстеде, в национальном парке Нью-Форест.

## Семья
В 1885 году Конан Дойл женился на Луизе «Туе» Хокинс; она долгие годы страдала туберкулёзом и скончалась в 1906 году.
В 1907 году Дойл женился на Джин Лекки, в которую был тайно влюблён с момента знакомства в 1897 году. Жена разделяла его увлечение спиритизмом и даже считалась довольно сильным медиумом.
У Дойла было пятеро детей: двое от первой жены — Мэри и Кингсли, и трое от второй — Джин Лена Анетт, Денис Перси Стюарт (17 марта 1909 — 9 марта 1955; в 1936 году он стал мужем грузинской княгини Нины Мдивани) и Адриан (впоследствии также писатель, автор биографии отца и ряда произведений, дополняющих канонический цикл рассказов и повестей о Шерлоке Холмсе).
Родственником Конан Дойла в 1893 году стал известный писатель начала XX века Вилли Хорнунг: он женился на его сестре, Конни (Констанции) Дойл.
Адриан Конан Дойл — автор биографии своего отца «Истинный Конан Дойл» — писал: «Уже сама атмосфера дома дышала рыцарским духом. Конан Дойл научился разбираться в гербах много раньше, чем познакомился с латинским спряжением».

## Сочинения
Собрания сочинений
- Дойль, Артур Конан. Собрание сочинений : в 8 т. / пер. с англ. — М. : Правда, 1966. — (Библиотека «Огонёк»).
- Дойль, Артур Конан. Собрание сочинений : в 8 т. / пер. с англ. — М. : Раритет, 1991.
- Дойль, Артур Конан. Собрание сочинений : в 12 т. / пер. с англ. — М. : Симпозиум, 1992.
- Дойль, Артур Конан. Собрание сочинений : в 8 т. / пер. с англ. — Тула. : НПО «Тулбытсервис», 1993.
- Дойл, Артур Конан. Собрание сочинений : в 13 т. / пер. с англ. — М. : Наташа, 1995.
- Дойль, Артур Конан. Собрание сочинений : в 7 т. / пер. с англ. П. П. Сойкина. — М. : Logos, 1996. — (Библиотека П. П. Сойкина).
- Дойл, Артур Конан. Собрание сочинений : в 14 т. / пер. с англ. — М. : Терра : Наташа : Литература, 1998.
- Дойл, Артур Конан. Собрание сочинений : в 12 т. / пер. с англ. — М. : Мир книги : Литература, 2007.
- Дойл, Артур Конан. Собрание сочинений : в 13 т. / пер. с англ. — Белгород ; Харьков : Книжный клуб «Клуб семейного досуга», 2008—2010. — (Миры Конан Дойла).
- Дойл, Артур Конан. Собрание сочинений : в 7 т. / пер. с англ. — М. : Мир книги : Литература, 2009.
- Дойл, Артур Конан. Собрание сочинений : в 10 т. / пер. с англ. — М. : Книжный клуб Книговек, 2010.
- Дойл, Артур Конан. Собрание сочинений : в 10 т. / пер. с англ. — М. : СЛОВО/SLOVO, 2013.
- Дойл, Артур Конан. Полное собрание повестей и рассказов о Шерлоке Холмсе в одном томе / пер. с англ. — М. : Эксмо, 2013. — 1488 с. — (Полное собрание сочинений). — ISBN 978-5-699-61729-6.
- Arthur Conan Doyle: A Life in Letters / Edited by Jon Lellenberg, Daniel Stashower, Charles Foley. — HarperCollins, 2008. — ISBN 978-0-00-724760-8. Ядро этой книги составляют письма Артура Конан Дойла к своей матери.

Авторские сборники
- Дойл, Артур Конан. Жизнь, полная приключений : [авторский сб.] = Memories and Adventures / пер. с англ. — М. : АСТ, 2003. — 480 с. — ISBN 5-9560-0050-3.
  - То же [Воспоминания и приключения] / пер. с англ. А. В. Глебовской. — СПб. : Азбука : Азбука-Аттикус, 2011. — 384 с. — (Азбука-классика). — ISBN 978-5-389-02543-1.
- Конан-Дойль, Артур. Уроки жизни : [ст. и письма] / пер. с англ. В. В. Полякова, П. А. Гелевы. — М. : Аграф, 2003. — 608 с. — (Символы времени). — ISBN 5-7784-0230-9.
- Конан Дойл, Артур. Шерлок Холмс : Лучшие повести и рассказы / вступ. ст. и коммент. Нины Щербак. — М. : АСТ, 2015. — ISBN 978-5-17-088169-7.

## Находка 2004 года
16 марта 2004 года в Лондоне были обнаружены личные бумаги сэра Артура Конан Дойла. Более трёх тысяч листов были найдены в офисе одной юридической фирмы. Среди обнаруженных бумаг — личные письма, в том числе от Уинстона Черчилля, Оскара Уайльда, Бернарда Шоу и президента США Теодора Рузвельта, дневниковые записи, черновики и рукописи неизданных произведений писателя. Стоимость находки составила около 2 млн фунтов стерлингов.

## Экранизации произведений
Подавляющее большинство экранизаций творчества писателя посвящены Шерлоку Холмсу. Были экранизированы и другие произведения Артура Конан Дойла.
- «Затерянный мир» (немой фильм Гарри Хойта, 1925)
- Затерянный мир (1998)
- и др. — см. Затерянный мир.

## В художественных произведениях
Жизнь и творчество Артура Конан Дойла стали неотъемлемой чертой викторианской эпохи, что закономерно привело к появлению художественных произведений, в которых писатель действовал в качестве персонажа, причём иногда в весьма далёком от действительности образе.
- В цикле романов Кристофера Голдена и Томаса Э. Снигоски «Зверинец» (англ. The Menagerie) Конан Дойл предстаёт в качестве «второго по могуществу мага нашего мира».
- В мистическом романе Марка Фроста (автора сценария телесериала «Твин Пикс») «Список семи» Дойл помогает таинственному незнакомцу Джеку Спарксу в борьбе против сил зла, пытающихся захватить власть над миром.
- Жизнь и творчество писателя воссозданы в романе Джулиана Барнса «Артур и Джордж», где литературный отец Шерлока Холмса сам ведёт расследование.
- Эпизод встречи Конан Дойла с Оскаром Уайльдом обыгран в романе «Белый огонь» Линкольна Чайлда и Дугласа Престона. Там же опубликован якобы неизданный рассказ Конан Дойла о Шерлоке Холмсе.

## В кино
- В гораздо более традиционном ключе использованы факты жизни писателя в британском телесериале «Комнаты смерти: Загадки настоящего Шерлока Холмса» (2000), где молодой студент-медик Артур Конан Дойл (актёры Робин Лайнг и Чарльз Эдвардс) становится ассистентом профессора Джозефа Белла (прототипа Шерлока Холмса) и помогает ему расследовать преступления.
- Артур Конан Дойл — главный герой 13-серийного телесериала от ОРТ «Воспоминания о Шерлоке Холмсе» (2000). В сериале упомянуты и смерть первой жены Дойла, и его попытка «убить» Холмса, и дело Эдалджи. В роли писателя — Алексей Петренко.
- В байопике про Джеймса Барри «Волшебная страна» (2004) Дойла воплотил актёр Иэн Харт.
- Дойл — один из действующих лиц 9 серии первого сезона канадского детективного телесериала «Расследование Мёрдока» (2008, роль исполняет Герант Вин Дэвис).
- Персонаж Артур Конан Дойл присутствует в британском телесериале «Мистер Селфридж» (2013, роль исполняет Джон Сессионс) и канадском сериале «Гудини» (2014, роль исполняет Дэвид Колдер).
- Дойл — один из главных героев в британо-американском сериале «Гудини и Дойл» (2016), где его сыграл актёр Стивен Мэнгэн. В сериале Дойл и его друг Гарри Гудини (Майкл Уэстон) совместно с констеблем Аделаидой Страттон (Ребекка Лиддьярд) расследуют убийства, предположительно совершённые паранормальным. В сериале показана семья Дойла и его возвращение к персонажу Шерлока Холмса под влиянием событий сериала.
- В сериале «Артур и Джордж» (2015) по роману Джулиана Барнса в роли Дойла — Мартин Клунес.

## Комментарии
1. ↑  Корректное прочтение имени — Игне́йшус (в устаревшей передаче — Игна́тий)[6], фамилии — Дойл[7]. Наряду с передачей имени как Конан Дойл, соответствующей правилам англо-русской практической транскрипции и принятой большинством современных академических и справочных изданий, распространены устаревшие («традиционные») написания — Конан-Дойл, Конан-Дойль, Конан Дойль.
2. ↑  Крёстным мальчика стал его дядя Майкл Конан. При крещении дядя взял себе второе имя Артур[8]. В церковной метрической книге имя крестника записано как Артур Игнейшус Конан, а фамилия как Дойл. Автор всегда подписывался «А. Конан Дойл». Вопрос, является ли часть Конан вторым именем или частью составной фамилии, является предметом диспута среди исследователей-дойловедов[9].
3. ↑  В английском языке понятия «английский» и «англичанин» обозначаются одним словом (English), поэтому сын ирландских иммигрантов-католиков Конан Дойл, родившийся в шотландском Эдинбурге, в англоязычной литературе традиционно именуется шотландским писателем (Scottish writer) и просто шотландцем (Scot)[10][11][12].
4. ↑  В рассказе «Его прощальный поклон» Шерлок Холмс использует имя Олтемонт (Алтамонт) в качестве псевдонима.